# Amblypneustes pallidus
Amblypneustes pallidus is een zee-egel uit de familie Temnopleuridae.
De wetenschappelijke naam van de soort werd in 1816 gepubliceerd door Jean-Baptiste de Lamarck.